# Hubert Armbruster (Politiker)
Hubert Armbruster (* 4. September 1779 in Andernach; † 8. Dezember 1846 ebenda) war ein deutscher Posthalter und Politiker.

## Leben
Armbruster war der Sohn des Posthalters und Ratsherren Emmerich Josef Armbruster (Armbrust) (* 1754 in Lutzerath; † 2. November 1798 in Andernach) und dessen Ehefrau Anna Gertrud geborene Collig verw. Meurer (* 1729 in Koblenz; † 2. November 1824 in Andernach). Er war katholisch und heiratete am 13. Juli 1799 in Andernach Maria Magdalena Thekla Simon (* 26. Dezember 1733 in Kruft; † 10. Oktober 1810 in Andernach). Nach dem Tod der ersten Ehefrau heiratete er vor 1823 in zweiter Ehe Gertrud Sauer (* 1786 in Koblenz; † 29. März 1863 in Andernach).
Armbruster war Thurn- und Taxischer Posthalter in Andernach. Daneben war er Gutsbesitzer (Pommerhof) und Eigentümer des Probsteigebäudes von St. Genoeva. Er war Mitglied im Kunstverein für die Rheinlande und Westfalen. 1830 bis 1841 war er Abgeordneter im Provinziallandtag der Rheinprovinz, wobei er nur 1830 am Landtag teilnahm. Er wurde im Stand des Landbevölkerung für den Regierungsbezirk Koblenz gewählt.